# Bojidar Andreev
Pour les articles homonymes, voir Andreev.
 (mai 2024).
La mise en forme du texte ne suit pas les recommandations de Wikipédia : il faut le « wikifier ».
Les points d'amélioration suivants sont les cas les plus fréquents. Le détail des points à revoir est peut-être précisé sur la page de discussion.
- Les titres sont pré-formatés par le logiciel. Ils ne sont ni en capitales, ni en gras.
- Le texte ne doit pas être écrit en capitales (les noms de famille non plus), ni en gras, ni en italique, ni en « petit »…
- Le gras n'est utilisé que pour surligner le titre de l'article dans l'introduction, une seule fois.
- L'italique est rarement utilisé : mots en langue étrangère, titres d'œuvres, noms de bateaux, etc.
- Les citations ne sont pas en italique mais en corps de texte normal. Elles sont entourées par des guillemets français : « et ».
- Les listes à puces sont à éviter, des paragraphes rédigés étant largement préférés. Les tableaux sont à réserver à la présentation de données structurées (résultats, etc.).
- Les appels de note de bas de page (petits chiffres en exposant, introduits par l'outil «  Source ») sont à placer entre la fin de phrase et le point final[comme ça].
- Les liens internes (vers d'autres articles de Wikipédia) sont à choisir avec parcimonie. Créez des liens vers des articles approfondissant le sujet. Les termes génériques sans rapport avec le sujet sont à éviter, ainsi que les répétitions de liens vers un même terme.
- Les liens externes sont à placer uniquement dans une section « Liens externes », à la fin de l'article. Ces liens sont à choisir avec parcimonie suivant les règles définies. Si un lien sert de source à l'article, son insertion dans le texte est à faire par les notes de bas de page.
- La présentation des références doit suivre les conventions bibliographiques. Il est recommandé d'utiliser les modèles {{Ouvrage}}, {{Chapitre}}, {{Article}}, {{Lien web}} et/ou {{Bibliographie}}. Le mode d'édition visuel peut mettre en forme automatiquement les références.
- Insérer une infobox (cadre d'informations à droite) n'est pas obligatoire pour parachever la mise en page.

Pour une aide détaillée, merci de consulter Aide:Wikification.
Si vous pensez que ces points ont été résolus, vous pouvez retirer ce bandeau et améliorer la mise en forme d'un autre article.
Bozhidar Dimitrov Andreev, également orthographié Bojidar Andreev (en bulgare : Божидар Димитров Андреев), né le 17 janvier 1997 à Topoltchané (bg), est un haltérophile bulgare.

## Biographie
Issu de la communauté rom, il est formé auprès de grands noms de l'haltérophilie comme Plamen Bratoïtchev (bg) et Ivan Ivanov.
En 2014, il remporte une médaille d'or aux Jeux Olympiques de la Jeunesse à Nanjing, en Chine, dans la catégorie des moins de 69 kilogrammes. Lors des Championnats du monde d'haltérophilie de 2018, à Achgabat, il termine à la neuvième place. Il est deux fois champion d'Europe dans la catégorie des moins de 73 kg, d'abord en 2019, à Batoumi, puis en 2024, à Sofia.

## Palmarès
| Année                                                     | Rang                                  | Catégorie                             | Arraché (en kg)                       | Arraché (en kg)                       | Arraché (en kg)                       | Arraché (en kg)                       | Épaulé-jeté (en kg)                   | Épaulé-jeté (en kg)                   | Épaulé-jeté (en kg)                   | Épaulé-jeté (en kg)                   | Total                                 | Rang                                  |
| Année                                                     | Rang                                  | Catégorie                             | 1                                     | 2                                     | 3                                     | Rang                                  | 1                                     | 2                                     | 3                                     | Rang                                  | Total                                 | Rang                                  |
| Championnats du monde d'haltérophilie                     | Championnats du monde d'haltérophilie | Championnats du monde d'haltérophilie | Championnats du monde d'haltérophilie | Championnats du monde d'haltérophilie | Championnats du monde d'haltérophilie | Championnats du monde d'haltérophilie | Championnats du monde d'haltérophilie | Championnats du monde d'haltérophilie | Championnats du monde d'haltérophilie | Championnats du monde d'haltérophilie | Championnats du monde d'haltérophilie | Championnats du monde d'haltérophilie |
| --------------------------------------------------------- | ------------------------------------- | ------------------------------------- | ------------------------------------- | ------------------------------------- | ------------------------------------- | ------------------------------------- | ------------------------------------- | ------------------------------------- | ------------------------------------- | ------------------------------------- | ------------------------------------- | ------------------------------------- |
| 2015                                                      | Houston, USA                          | -77 kg                                | -                                     | -                                     | -                                     | -                                     | -                                     | -                                     | -                                     | -                                     | -                                     | -                                     |
| 2018                                                      | Achgabat, Turkménistan                | -73 kg                                | 145                                   | 150                                   | 153                                   | 8                                     | 182                                   | 191                                   | 191                                   | 11                                    | 335                                   | 9                                     |
| 2019                                                      | Pattaya, Thaïlande                    | -73 kg                                | 149                                   | 154                                   | 157                                   | Médaille d'argent                     | 185                                   | 189                                   | 192                                   | Médaille de bronze                    | 346                                   | Médaille de bronze                    |
| 2022                                                      | Bogota, Colombie                      | -73 kg                                | 150                                   | 154                                   | 154                                   | Médaille d'argent                     | 180                                   | 184                                   | 190                                   | 7                                     | 338                                   | 4                                     |
| 2023                                                      | Riyad, Аrabie saoudite                | -81 kg                                | 154                                   | 158                                   | 158                                   | 6                                     | 190                                   | 195                                   | 195                                   | Médaille d'argent                     | 349                                   | 4                                     |
| Championnats d'Europe d'haltérophilie                     |                                       |                                       |                                       |                                       |                                       |                                       |                                       |                                       |                                       |                                       |                                       |                                       |
| 2016                                                      | Førde, Norvège                        | -77 kg                                | 145                                   | 150                                   | 153                                   | 5                                     | 181                                   | 187                                   | 191                                   | 4                                     | 344                                   | 4                                     |
| 2019                                                      | Batoumi, Géorgie                      | -73 kg                                | 148                                   | 153                                   | 157                                   | Médaille de bronze                    | 181                                   | 187                                   | 192                                   | Médaille d'or                         | 345                                   | Médaille d'or                         |
| 2021                                                      | Моscou, Russie                        | -73 kg                                | 152                                   | 156                                   | 157                                   | Médaille d'argent                     | 182                                   | 188                                   | 190                                   | 4                                     | 334                                   | Médaille de bronze                    |
| 2022                                                      | Тirana, Аlbanie                       | -81 kg                                | 150                                   | 153                                   | 153                                   | Médaille de bronze                    | 185                                   | 190                                   | 195                                   | Médaille d'argent                     | 343                                   | Médaille de bronze                    |
| 2023                                                      | Еrevan, Аrménie                       | -73 kg                                | 147                                   | 151                                   | 154                                   | Médaille de bronze                    | 180                                   | 180                                   | 181                                   | 7                                     | 332                                   | 4                                     |
| 2024                                                      | Sofia, Bulgarie                       | -73 kg                                | 150                                   | 150                                   | 155                                   | Médaille d'or                         | 181                                   | 185                                   | 193 ЕР                                | Médaille d'or                         | 348 ЕР                                | Médaille d'or                         |
| Jeux olympiques de la jeunesse                            |                                       |                                       |                                       |                                       |                                       |                                       |                                       |                                       |                                       |                                       |                                       |                                       |
| 2014                                                      | Nankin, Chine                         | -69 kg                                | 125                                   | 130                                   | 133                                   | Médaille d'or                         | 157                                   | 162                                   | 167                                   | Médaille d'or                         | 300                                   | Médaille d'or                         |
| Championnats d'Europe d'haltérophilie des moins de 23 ans |                                       |                                       |                                       |                                       |                                       |                                       |                                       |                                       |                                       |                                       |                                       |                                       |
| 2015                                                      | Klaipėda, Lituanie                    | -77 kg                                | 136                                   | 141                                   | 144                                   | 4                                     | 174                                   | 176                                   | 182                                   | Médaille d'or                         | 317                                   | Médaille d'or                         |
| 2018                                                      | Zamość, Pologne                       | -77 kg                                | 144                                   | 148                                   | 150                                   | Médaille d'argent                     | 180                                   | 183                                   | 188                                   | Médaille d'or                         | 338                                   | Médaille d'or                         |
| 2019                                                      | Bucarest, Roumanie                    | -81 kg                                | 155                                   | 160                                   | 163                                   | Médaille d'or                         | 190                                   | 196                                   | 198                                   | Médaille d'or                         | 361                                   | Médaille d'or                         |